# Metazygia pastaza
Metazygia pastaza là một loài nhện trong họ Araneidae.
Loài này thuộc chi Metazygia. Metazygia pastaza được Herbert Walter Levi miêu tả năm 1995.